# Marta Arruda
Marta Arruda foi uma radialista, militante do movimento negro e movimento feminista,  teve um programa com ampla audiência na década de 80, usou do seu espaço para denunciar a discriminação contras mulheres negras. Fico conhecida  por denunciar a falta de mulheres negras compondo Conselho Estadual da Condição Feminina (CECF). Desempenhou um papel crucial, já que sua denuncia sobre  a ausência de mulheres negras no CECF, repercutiu na alteração do corpo do CECF e na criação de coletivos do feminismo negro. Seu ativismo cruzou caminho com grandes figuras como Sueli Carneiro

## Conselho Estadual da Condição Feminina (CECF)
O Conselho Estadual da Condição Feminina (CECF), surgiu em São Paulo na década de 1983, no período de redemocratização brasileira, visava discutir a condição da mulher, promover debates  e propor projetos de políticas públicas que ampliassem os direitos das mulheres. Incialmente buscou atuar em âmbito, municipal, estadual e federal. Foi marcado por crises internas: entre as diversas demandas do movimento social constatou-se a ausência de mulheres negras compondo o CECF. Dentre as 32 mulheres que compunham o CECF nenhuma delas era negra. A radialista Marta Arruda foi a principal expoente da denúncia do que não haviam mulheres negras integrando o CECF, denunciou as barreias colocadas as mulheres negras para participarem no CECF e o processo de silenciamento que sofriam.  Suas denuncias sobre a invisibilidade da mulher negra no CECF em sua programa de rádio foi extremamente importante para ventilar o assunto, engajando diversas outras mulheres negras ativistas como Sueli Carneiro e Thereza Santos o que resultou na inclusão de mulheres negras no CECF e a criação de um coletivo feminista de mulheres negras.